# Clap Yo' Hands
Clap Yo’ Hands is een lied van George Gershwin uit de musical Oh, Kay! van 1926 op tekst van Ira Gershwin. Het lied werd het eerst uitgevoerd door Harlan Dixon tijdens de première van Oh, Kay! op 18 oktober 1926 in Philadelphia. De Broadway première was op 8 november 1926 in New York.
Het lied wordt ook gebruikt in de film ‘Funny Face’ uit 1957 waar het gezongen wordt door Fred Astaire en Kay Thompson en in de film ‘An American In Paris’ uit 1951 waar het gezongen wordt door Leslie Caron en Gene Kelly.

## Bijzonderheden
Het lied wordt beschouwd als de eerste, de oudste, van de Grote Vier ‘get-happy' (wees blij) religieus getinte nummers van de Broadway musicals.  De andere drie zijn ‘Hallelujah’ van Vincent Youman, ‘Get Happy’ van Harold Arlen en ‘Blow, Gabriel, Blow’ van Cole Porter. Dit soort show-biz religieus getinte nummers komt voor bij witte en zwarte muziek en artiesten. Zo is van Bessie Smith het nummer ‘On Revival Day’ een show-biz religieus nummer.
Volgens (George) Gershwin zelf is het een nummer waarbij het foxtrot ritme onderbroken wordt door een typisch wals ritme.
In eerste instantie zou het lied “Clap-a Yo’ Hand” moeten heten, naar de eerste regel van het refrein. Maar op onverklaarbare redenen is het “Clap Yo’ Hands” gaan heten, een zin die in het hele lied niet voor komt.

## Kenmerken muziek
Het lied heeft de liedvorm A-A-B-A en staat in F majeur. Het tempo is snel: “Spirited, but sustained”. Het lied kan zowel door een mannenstem als door een vrouwenstem worden gezongen.
Het A-gedeelte van het lied:

## Vertolkers[4]
- Ella Fitzgerald
- Kim Hoorweg
- Doris Day
- MC Hammer
- Legowelt
- The Merry Macks
- Toots Thielemans
- Fred Astaire
- Kay Thompson
- Duke Dumont
- Joeski
- George Barnes
- Carl Kress
- Whispering Jack Smith
- Roger Wolfe Kahn
- Naughty By Nature
- George Feyer
- Paul Whiteman
- Joe Bataan
- Sottobeat
- John Wilson Orchestra
- Maureen McGovern
- Chris Connor
- Joanne MacGregor
- Eric Parkin
- Alan Feinberg
- DJ Scissorkicks
- 12 Cellisten Berliner Philharmoniker
- 7 Sons of Soul
- Liza Minnelli
- Nina Simone
- GLC
- 36 Mafia
- Simone Tedeschi
- Teri Thornton
- Gene Kelly